# Svein Dahl Andersen
Svein Dahl Andersen (3 maggio 1946 – 1º dicembre 2001) è stato un calciatore norvegese, di ruolo difensore.

## Caratteristiche tecniche
Era un terzino sinistro dotato di forza e velocità.

## Carriera

### Club
Dahl Andersen ha vestito la maglia dello Stabæk dal 1969 al 1972. Nel 1973 è passato allo Strømsgodset, con cui ha vinto l'edizione stagionale del Norgesmesterskapet. Lasciato poi il club, vi ha fatto ritorno nel 1975 ed è rimasto fino al 1977.

### Nazionale
Dahl Andersen ha giocato 2 partite per la Norvegia under 21. Ha esordito l'11 novembre 1970, schierato titolare nel pareggio per 0-0 contro la Francia, in una sfida valida per le qualificazioni al campionato europeo Under-23 1972.

## Palmarès

### Club
- Norgesmesterskapet: 1

Strømsgodset: 1973